# Русская Гута
Русская Гута (укр. Руська Гута) — село в Шумской городской общине Кременецкого района Тернопольской области Украины.
Население по переписи 2001 года составляло 313 человек. Почтовый индекс — 47111. Телефонный код — 3558.

## История
Село впервые упоминается в источниках в 1650 году как Гутисько.
Современное название — Русская Гута — село получило в 1946 году.
До 2020 года входило в Шумский район.

## Культура и религия
В Русской Гуте действует молельный дом христиан-евангелистов (с 1992 года).
В селе работает библиотека.